# 維尼亞京齊
48°41′5″N 25°53′34″E / 48.68472°N 25.89278°E
維尼亞京齊（烏克蘭語：Винятинці），是烏克蘭的村落，位於該國西部捷爾諾波爾州，由喬爾特基夫區負責管轄，始建於1566年，面積20.1平方公里，2001年人口545，人口密度每平方公里39.8人。